# 人質の朗読会
『人質の朗読会』（ひとじちのろうどくかい）は、小川洋子による日本の小説。『中央公論』（中央公論新社）にて、2008年9月号から2010年9月号にかけて年4回連載された。本屋大賞にノミネートされ、第5位にランクインした。彫刻家の土屋仁応による作品「子鹿」が表紙に使用されている。2014年に中公文庫化され（解説はドラマの主役を務めた佐藤隆太が担当）、同年WOWOWの「ドラマWスペシャル」にてテレビドラマ化された。
小川が語るところによると、アメリカの作家、ポール・オースターが一般の人々から実体験を募ってラジオで放送した『ナショナル・プロジェクト・ストーリー』を読んだ時に、「小説というものは、小説を書かない人の心の中にいくらでもあるんだ、そして、それが本来、人間が求めている小説の在り方だろう」と気が付き、フィクションでそれをやろうと考えるようになったのが本作の執筆のきっかけであった。

## あらすじ
南米のある村で、日本人7人と添乗員が乗ったマイクロバスが、遺跡観光を終えて首都に向かう帰路、反政府ゲリラに襲撃され、身代金と仲間の釈放を求める犯行声明が発表された。拉致現場は標高2000メートル級の山々が連なる山岳地帯、目新しい情報がないまま日本国内でのニュースの扱いは次第に小さくなっていき、遠く離れた地で起きているらしい事件に人々の関心は薄れていった。
ゲリラと政府の交渉は水面下で続き、発生から100日が過ぎたある日、軍と警察の特殊部隊がアジトに強行突入し、銃撃戦が繰り広げられた末に犯人グループ5人が全員死亡、特殊部隊員2人が殉職、犯人が仕掛けていたダイナマイトにより人質となっていた8人全員が死亡した。この凄惨な結末は、ニュースを忘れかけ、どこか楽観視していた世間の人々に大きなショックを与えた。
事件から2年後、国際赤十字が差し入れた救急箱などに仕掛けられていた盗聴器で、人質たちの音声が録音されたテープの存在が明らかになる。テープには人質8人がそれぞれ心に残っている出来事を物語として書き起こし、各人が朗読する声が収められていた。事件後、遺族を取材していたラジオ局の記者はテープが被害者が確かに生きていた証になると重要性を説き、かくして遺族の許可を得てラジオ番組『人質の朗読会』が放送されることとなった。

## 構成
- 第一夜 杖
- 第二夜 やまびこビスケット
- 第三夜 B談話室
- 第四夜 冬眠中のヤマネ
- 第五夜 コンソメスープ名人
- 第六夜 槍投げの青年
- 第七夜 死んだおばあさん
- 第八夜 花束
- 第九夜 ハキリアリ

## テレビドラマ
2014年3月8日、WOWOW「ドラマWスペシャル」として放送された。キャッチコピーは、「彼らが遺したものは、『声』だった。」。なお、ドラマ版では人質の人数は6名となっている。
第4回衛星放送協会オリジナル番組アワードで、オリジナル番組賞 最優秀賞（ドラマ番組部門）を受賞した。
第55回モンテカルロ・テレビ祭において、モナコ赤十字賞とSIGNIS賞を受賞した。

### キャスト
- 中原誠一（ラジオ局記者） - 佐藤隆太[4][5]
- 平澤ひとみ - 波瑠
- 堂島祥子 - 西田尚美
- ラウル・ディアス - レオ・K
- 朗読会を行った人質
  - 堂島裕 - 長谷川朝晴
  - 平澤咲子 - 大谷直子
  - 高橋聡子 - 原日出子
  - 平田良平 - 阿南健治
  - 倉木祥子 - 鷲尾真知子
  - 江藤高広 - 三浦貴大

### スタッフ
- 原作 - 小川洋子 『人質の朗読会』（中央公論新社）
- 監督 - 谷口正晃
- 脚本 - 杉原憲明